# ハミルトン・ジョン・C・マンロ国際空港
ハミルトン・ジョン・C・マンロ国際空港（ハミルトン・ジョン・C・マンロこくさいくうこう、英語：Hamilton John C. Munro International Airport）はカナダのオンタリオ州南西部に位置するハミルトンにある国際空港である。単にジョン・C・マンロ国際空港またはハミルトン国際空港とも呼ぶ。ハミルトン市街地から約11km南西に位置する。
大型機が発着できる空港として設計されており、カナダ有数の貨物空港である。トロント市街地からは約70kmの位置にあり、トロント・ピアソン国際空港の代替空港としての役割も持つ。
2000年にウエストジェット航空が東部カナダへの足がかりとして、ハミルトン空港を東部ハブとして進出しカナダ全国規模の航空会社となったが、2004年には東部ハブをトロントへ変更。その後進出したキャンジェット航空もエアカナダ・ジャズとの競合を避けて大幅縮小。2007年にはそのエアカナダ・ジャズも撤退するなど、旅客は減少傾向にある。
カナダ軍用機歴史博物館が空港敷地内にある。

## 主な航空会社
- ウエストジェット航空
- Swoop航空
- エア・トランザット
- サンウィング航空
- UPS航空
- DHLアビエーション